# Aïda (film, 2015)
 (décembre 2023).
Si vous disposez d'ouvrages ou d'articles de référence ou si vous connaissez des sites web de qualité traitant du thème abordé ici, merci de compléter l'article en donnant les références utiles à sa vérifiabilité et en les liant à la section « Notes et références ».
Pour les articles homonymes, voir Aïda.
Pour plus de détails, voir Fiche technique et Distribution.
Aïda (en arabe : عايدة) est un film dramatique marocain réalisé par Driss Mrini et sorti en 2015.
Le film est sélectionné comme entrée marocaine pour l'Oscar du meilleur film en langue étrangère à la 88e cérémonie des Oscars qui s'est déroulée en 2016.

## Synopsis
Aïda Cohen, marocaine de confession juive et professeur à Paris, apprend qu'elle est atteinte d'une tumeur maligne, alors elle effectue un retour aux sources (ville d'Essaouira) à la recherche des souvenirs de son enfance. Ses retrouvailles avec son ami d'enfance, Youssef, entrepreneur dans le bâtiment, lui-même souffrant d'un stress qui le terrasse par moments, leur rendent la joie de vivre grâce à la reprise de leurs anciennes activités musicales au sein de l'orchestre de musique andalouse dirigé par M. Akrami. La femme de Youssef se doute de la relation et suit son mari, le réprimande et va voir Aïda qui lui révèle sa maladie. Ensuite, Aïda se rend à Paris où ses médecins constatent une soi-disant amélioration. À son retour au Maroc, elle est invitée par l'épouse de Youssef pour calmer les esprits. Mais lors d'une présentation au théâtre, Aïda est en retard à cause d'un accident de son taxi, et meurt subitement dans la rue sous la pluie battante.  

## Fiche technique
- Réalisateur : Driss Mrini
- Scénariste : Abdelilah Hamdouchi
- Images : Xavier Castro
- Son : Simou Simohamed
- Montage : Meryeme Chadli
- Musique : Adil Aissa
- Production : Fann.Prod

## Distribution
- Noufissa Benchehida : Aïda Cohen
- Abdellatif Chaouqi : Youssef
- Houda Rihani : Ghita (épouse de Youssef)
- Majida Benkirane : sœur de Aïda
- Mohamed Choubi : beau-frère de Aïda
- Driss Roukhe : aide-architecte
- Latefa Ahrrare : collègue de Ghita
- Aomar Azzouzi : Akrami (chef d'orchestre)
- Majdouline Idrissi : fille de joie au cabaret
- Boubker Harakat :
- Mustapha Mounir :
- Amina Rachid : résidente dans l'ancienne maison des Cohen
- Belmjahed Abdelhak :